# Campeonato Paraense de Futebol de 1963
O Campeonato Paraense de Futebol de 1963 foi a 51.ª edição da principal divisão do futebol do Pará. Organizada pela Federação Paraense de Desportos, a competição contou com a participação de oito clubes. O Paysandu sagrou-se campeão, conquistando seu 22º título estadual, enquanto a Tuna Luso ficou com o vice-campeonato. Carlos Alberto, do Paysandu, foi o maior goleador do certame, com 14 gols marcados.
Com a conquista do título paraense, o Paysandu também conseguiu o direito de participar do Grupo Norte da Taça Brasil de 1964.

## Participantes
| Equipe             | Cidade     | Títulos (mais recente) | Part. |
| ------------------ | ---------- | ---------------------- | ----- |
| Beneficente Avante | Salvaterra | 0 (não possui)         | 4     |
| Combatentes        | Belém      | 0 (não possui)         | 13    |
| Júlio César        | Belém      | 0 (não possui)         | 17    |
| Liberato de Castro | Belém      | 0 (não possui)         | 4     |
| Paysandu           | Belém      | 21 (1962)              | 47    |
| Remo               | Belém      | 20 (1960)              | 47    |
| Tuna Luso          | Belém      | 7 (1958)               | 29    |
| União Sportiva     | Belém      | 2 (1910)               | 32    |

## Premiação
| Campeonato Paraense de 1963      |
| Belém                            |
| -------------------------------- |
| Paysandu Tricampeão (22º título) |